# احمد جبریل
احمد جبریل (حدود ۱۹۳۷ – ۷ ژوئیه ۲۰۲۱)، شبه‌نظامی و رهبر سیاسی فلسطینی بود که بنیان‌گذار و رهبر جبهه خلق برای آزادی فلسطین – فرماندهی کل بود.
جبریل در جریان ناآرامی‌های سوریه در کنار محور مقاومت و ارتش عربی سوریه به مقابله با گروه‌های مسلح معارض، پرداخت.

## سال‌های اولیه زندگی
وی در سال ۱۹۳۷، در شهر یازور در نزدیکی یافا واقع در فلسطین به دنیا آمد. وی همراه خانواده اش به سوریه مهاجرت کرد.

## تأسیس جبهه خلق برای آزادی فلسطین – فرماندهی کل
جبریل در سال ۱۹۶۸، با انشعاب از جبهه خلق برای آزادی فلسطین، این جبهه را تأسیس کرد.

## عملیات تبادل اسرا
به دنبال اسارت هزاران نفر از فلسطینیان و لبنانی‌ها در زندان‌های اسرائیل، جنبش‌های فلسطینی درصدد عملیات تبادل به منظور آزادسازی این افراد بودند. در جریان درگیری در منطقه بحمدون سه سرباز اسرائیلی از سوی جبهه خلق برای آزادی فلسطین – فرماندهی کل اسیر شدند.
در چنین شرایطی در سال ۱۹۸۴ میلادی نیروهای اسرائیلی دختر خواهر احمد جبریل را گروکان گرفتند اما با ایستادگی احمد جبریل در مجموع ۱۱۵۰ تن اسیر فلسطینی، لبنانی، سوری و ژاپنی آزاد شدند.

## ترور فرزند
جهاد احمد جبریل، فرزند وی در ۲۰ می ۲۰۰۲ در بیروت ترور شد. احمد جبریل و همفکران او این ترور را به موساد نسبت داده‌اند. در خرداد ماه ۱۳۸۵ افرادی وابسته به اسرائیل در لبنان دستگیر شدند که به دست داشتن در این ماجرا اعتراف کردند.

## درگذشت
احمد جبریل در ۷ ژوئیه ۲۰۲۱ در دمشق درگذشت.